# Borisfalva
Borisfalva (németül: Kleinwarasdorf, horvátul: Mali Boristof) Szabadbáránd község része Ausztriában, Burgenland tartományban, a Felsőpulyai járásban.

## Fekvése
Felsőpulyától 8 km-re északkeletre fekszik.

## Története
A régészeti leletek tanúsága szerint területén már a történelem előtti időkben is éltek emberek. A legrégibb településnyomok a Nikitschbach mentén kerültek elő és szántóvető, állattartó népre vallanak. Fontosságát növelte, hogy az i. e. 750 körüli időben vidéke a barnavasérc lelőhelye volt. Az i. e. 450 körüli időben kelták éltek itt. Ebből a korból számos vaskori lelet, mindenekelőtt vaskohók maradványai kerültek elő. Az 1. századtól a 4. századig terjedő időből leletek igazolják a római jelenlétet.
A mai település első írásos említése 1194-ben történt "Pred. Baran" alakban. 1363-ban "Poss. Magyarbaran", 1427-ben "Magyarbaran", 1435-ben "Magyarbarom" alakban szerepel a korabeli forrásokban. Részben a borsmonostori apátságé, részben nemesi birtok volt.
A falut 1529-ben és 1532-ben elpusztította a török, utána horvátokkal telepítették be. Az 1597-es urbárium szerint "Kis Borisdorff" a későbbi Borisfalva már önálló falu. Ezt követően fokozatosan háttérbe szorult a szomszédos Szabadbáránd mellett. A 17. századtól az Esterházy család birtoka.
Vályi András szerint "BAROM. Nagy, és kis Barom, Bross, und Klein Borisdorf Sopron Vármegyében, fekszenek Soprontól harmad fél mértföldnyire, Német Keresztúrnak szomszédságában, lakosai többnyire horvátok, és katolikusok, birtokosa Hertzeg Eszterházy Uraság, határjaik, ’s vagyonnyaik is középszerűek, de eladásra jó módgyok van, második Osztálybéli."
Fényes Elek szerint "Kis-Barom, németül Klein-Warisdorf, horváth falu, Sopron vármegyében, Sopronhoz délre 2 1/2 mfd., 975 kath. lak. kik magyarul is jól beszélnek. Határa dombos, s van 1005 2/8 h. szántóföldje, 18. h. kertje, 1543 kapa szőleje, 50 h. erdeje. Birja h. Eszterházy."
1910-ben 1173, túlnyomórészt horvát lakosa volt. A trianoni békeszerződésig Sopron vármegye Felsőpulyai járásához tartozott. 1921-ben Ausztria Burgenland tartományának része lett.

## Híres szülöttek
- Sostarich Jeremiás horvát író

## Külső hivatkozások
- Szabadbáránd hivatalos oldala
- A helyi tűzoltóegylet honlapja